# Рок-н-ролльный цирк «Роллинг Стоунз»
«Рок-н-ролльный цирк „Роллинг Стоунз“» (англ. The Rolling Stones Rock and Roll Circus) — представление, организованное по инициативе рок-группы The Rolling Stones, состоявшееся 11 декабря 1968 года и вышедшее как музыкальный фильм и альбом в 1996 году.

## Представление
В этом шоу на цирковой арене выступили сами The Rolling Stones и известнейшие рок-музыканты: Jethro Tull, The Who, Taj Mahal, Марианна Фейтфулл, Йоко Оно (с The Dirty Mac) и супергруппа The Dirty Mac, в которую вошли Джон Леннон, Эрик Клэптон, Митч Митчелл (ударник группы Джимми Хендрикса) и Кит Ричардс — гитарист The Rolling Stones. Также присутствовали традиционные цирковые номера и цирковая музыка в исполнении оркестра.
Инициатором проекта был Мик Джаггер, попросивший режиссёра Майкла Линдсей-Хогга (англ. Michael Lindsay-Hogg), снявшего два промовидеоролика для The Rolling Stones, сделать для них полнометражное телевизионное шоу. По словам Линдсей-Хогга, идея соединения музыки с цирком пришла во время поиска идей для шоу, когда он нарисовал круг на бумаге и сработала свободная ассоциация.
Шоу началось около 2 часов дня 11 декабря 1968 года. Технические работы на сцене между выступлениями занимали больше времени, чем планировалось, были проблемы с видеокамерами, и в итоге шоу затянулось на ночь и последние выступления состоялись около 5 утра следующего дня. К тому времени и Rolling Stones, игравшие в самом конце шоу, и публика очень устали, что хорошо видно в фильме.
Это было последним выступлением Брайана Джонса в составе The Rolling Stones и единственная видеозапись будущего гитариста Black Sabbath Тони Айомми в составе Jethro Tull. Айомми был участником группы на протяжении только нескольких недель.

## Релизы
Фильм не был выпущен на протяжении почти 30 лет. Rolling Stones говорили, что релиз задержан из-за их не соответствующего стандартам выступления, так как они выступали рано утром и были сильно усталыми. Другие источники утверждают, что настоящей причиной является слишком хорошее выступление группы The Who, только что вернувшейся из турне. Rolling Stones не давали концертов на протяжении некоторого времени и выглядели на сцене, по сравнению с The Who, гораздо хуже.
Выпуск на CD и VHS состоялся в 1996 году. В релиз вошли музыкальные номера, их объявления, и дружеский разговор Мика Джаггера с Джоном Ленноном.
Ремастеринг на DVD появился в 2004 году со звуком в формате Dolby Surround, и дополнительным материалом (ранее считавшиеся «потерянными» записи выступлений, интервью с Питом Таунсендом и три аудиокомментария).

### Список номеров и композиций
1. Открытие, Мик Джаггер объявляет Rock and Roll Circus (0:25)
2. «Entry of the Gladiators» (Julius Fucik) — оркестр (0:54)
3. Мик Джаггер объявляет Jethro Tull (0:11)
4. «A Song for Jeffrey» (Ian Anderson) — Jethro Tull (3:25)
5. Кит Ричардс объявляет The Who (0:07)
6. «A Quick One While He’s Away» (Pete Townshend) — The Who (7:32)
7. «Over the Waves» (Juventino Rosas) — оркестр (0:45)
8. «Ain’t That a Lot of Love» (William Dean Parker/Homer Banks) — Taj Mahal (3:48)
9. Чарли Уоттс объявляет Марианну Фэйтфул (0:05)
10. «Something Better» (Barry Mann/Gerry Goffin) — Marianne Faithfull (2:31)
11. Мик Джаггер и Джон Леннон объявляют The Dirty Mac (1:05)
12. «Yer Blues» (John Lennon/Paul McCartney) — The Dirty Mac (4:26)
13. «Whole Lotta Yoko» (Йоко Оно) — Йоко Оно, Иври Гитлис, The Dirty Mac (4:48)
14. Джон Леннон объявляет The Rolling Stones / «Jumpin’ Jack Flash» (Mick Jagger/Keith Richards) — The Rolling Stones (3:35)
15. «Parachute Woman» (Mick Jagger/Keith Richards) — The Rolling Stones (2:58)
16. «No Expectations» (Mick Jagger/Keith Richards) — The Rolling Stones (4:13)
17. «You Can’t Always Get What You Want» (Mick Jagger/Keith Richards) — The Rolling Stones (4:24)
18. «Sympathy for the Devil» (Mick Jagger/Keith Richards) — The Rolling Stones (8:48)
19. «Salt of the Earth» (Mick Jagger/Keith Richards) — The Rolling Stones (4:57)